# علی‌بیگلو (میانه)
علی‌بیگلو یکی از روستاهای استان آذربایجان شرقی است که در دهستان کندوان بخش کندوان شهرستان میانه واقع شده‌است.